# Кім Мін Сок (актор)
У цьому корейському імені прізвище (Кім) стоїть перед особовим ім'ям.
Кім Мін Сок (кор. 김민석, ханча: 金玟錫, нар. 24 січня 1990) — південнокорейський актор. Він виконав головного роль у фільмі «Акула: Початок» (2021). У нього були ролі другого плану в таких телевізійних серіалах, як «Квітковий гурт» (2012), «Нащадки сонця», «Лікарі» (2016) і «Невинний підсудний» (2017).

## Кар'єра
Мін Сок брав участь у «Суперзірка К 3», шоу на виживання з пошуку співаків каналу Mnet. Він з'явився на попередньому регіональному прослуховуванні в Тегу, але так і не потрапив до групи з 11 учасників, які фактично змагалися в шоу. Невдовзі після цього Мін Сок дебютував у музичному молодіжному серіалі «Квітковий гурт» каналу tvN, граючи амбітного клавішника.
Він отримав визнання за свою роль в паназійській популярній драмі «Нащадки сонця». Того ж року він зіграв головну роль у медичній драмі «Лікарі» каналу SBS та отримав нагороду «Найкращий акторський дебют (чоловіки)» на 53-й церемонії вручення Премії мистецтв Пексан.
У 2017 році Мін Сок зіграв ролі другого плану в юридичному трилері «Невинний підсудний» каналу SBS, драмі про повноліття «Привіт, мої двадцять років! 2» каналу JTBC і романтичний комедійний серіал «Тому що це моє перше життя» каналу tvN. 16 листопада 2017 року повідомлялося, що контракт Мін Сока з Woollim Entertainment закінчився, і він не продовжив його з компанією. Пізніше стало відомо, що він підписав контракт з Respect Entertainment.
У 2018 році Мін Сок зіграв свою першу головну роль у спеціальній драмі «Майже доторкнутися». У грудні 2018 року він був призваний на проходження строкової військової служби.
У вересні 2020 року Мін Сок приєднався до акторського складу багатосезонного романтично-комедійного вебсеріалу «Метод кохання міських пар» на Kakao TV, який відображатиме реальні історії кохання молодих людей, які шалено живуть з «іншим собою» у складному місті. Перший сезон під назвою «Любов і місто» був запланований на 8 грудня 2020 року, і він також доступний для потокової трансляції на платформі Netflix.
У 2021 році фільм «Акула: Початок» з участю Мін Сока вийде на Original Film TVING, прем'єра якого відбулася в червні 2021 року, також Мін Сок зробив камео в драмі «Клуб бадмінтону». У червні 2021 року він підтвердив, що з'явиться в «Від сьогодні двигун увімкнено», який транслювався на KakaoTV із сукупністю чотирма серіями.
У 2022 році Мін Сок продовжив контракт з Respect Entertainment.

## Фільмографія

### Фільми
| Рік  | Назва                                | Роль        | Замітки                  | Прим.         |
| ---- | ------------------------------------ | ----------- | ------------------------ | ------------- |
| 2013 | «Мебіус»                             | Головоріз 1 | Камео                    |               |
| 2017 | «Особлива пані»                      | Чу Хван     |                          | [ 19 ]        |
| 2018 | «Мульгве»                            |             |                          | [ 20 ]        |
| 2019 | «Блазень: Гра тих, хто робить зміни» | Пхаль Пхун  |                          | [ 21 ]        |
| 2019 | «Чоловік із чоловіків»               | Чон Ґі      | Камео                    | [ 22 ]        |
| 2021 | «Акула: Початок»                     | Чха У Соль  | Оригінальний фільм TVING | [ 23 ] [ 15 ] |
| 2021 | «1+1»                                | Чха Чі Джон | Документальний фільм     | [ 24 ]        |

### Телесеріали
| Рік          | Назва                                   | Роль         | Замітки                  | Мережа      | Прим.  |
| ------------ | --------------------------------------- | ------------ | ------------------------ | ----------- | ------ |
| 2012         | «Квітковий гурт»                        | Со Кьон Джон |                          | tvN         | [ 4 ]  |
| 2014         | «Привіт! Школа: Увімкни кохання»        | Пак Пьон Ук  |                          | KBS2        | [ 25 ] |
| 2015         | «Хто ти: Школа 2015»                    | Мін Сук      |                          | KBS2        | [ 26 ] |
| 2015–2016    | «Уявний Кіт»                            | Юк Хе Ґон    |                          | MBC Every 1 | [ 27 ] |
| 2016         | «Нащадки сонця»                         | Кім Кі Бом   |                          | KBS2        | [ 6 ]  |
| 2016         | «Лікарі»                                | Чхве Кан Су  |                          | SBS         | [ 7 ]  |
| 2017         | «Невинний підсудний»                    | Лі Сон Ґю    |                          | SBS         | [ 28 ] |
| 2017         | «Привіт, мої двадцять років! 2»         | Со Чан Хун   |                          | JTBC        | [ 29 ] |
| 2017         | «Тому що це моє перше життя»            | Сім Вон Сок  |                          | tvN         | [ 30 ] |
| 2018         | «Краса всередині»                       | Хань Се Ґє   | Камео (серії 5–6)        | JTBC        | [ 31 ] |
| 2018         | «Спеціальна драма — Майже доторкнутися» | Кан Сон Чхан | одноактна драма          | KBS2        | [ 12 ] |
| 2018         | «Серцеві хірурги»                       | Хірург       | Камео (серія 32)         | SBS         | [ 32 ] |
| 2018         | «Сцена драми — Вилучена особа»          | Пьон Ду      | одноактна драма; 2 сезон | tvN         | [ 33 ] |
| 2021         | «Клуб бадмінтону»                       | Шукач роботи | Камео (серія 2)          | SBS         | [ 16 ] |
| 2023         | «Кур'єр»                                | То Кю Джін   |                          | ENA         | [ 34 ] |
| В очікуванні | «Кривавий роман»                        | Ллойд        |                          | JTBC        | [ 35 ] |

### Вебсеріали
| Рік       | Назва                           | Роль           | Замітки                                   | Платформа        | Прим.         |
| --------- | ------------------------------- | -------------- | ----------------------------------------- | ---------------- | ------------- |
| 2014      | «Наслідки»                      | Чо Ін Хо       |                                           | Naver TV         | [ 36 ]        |
| 2020–2021 | «Любов і місто»                 | Чхве Кьон Джун |                                           | KakaoTV, Netflix | [ 37 ] [ 14 ] |
| 2021      | «Від сьогодні двигун увімкнено» | Чха Те Хьон    |                                           | KakaoTV          | [ 17 ]        |
| 2023      | «Акула: Буря»                   | Чха У Соль     | Драма-продовження фільму «Акула: Початок» | TVING            | [ 38 ] [ 39 ] |

### Телевізійні шоу
| Рік  | Назва                          | Роль                                | Замітки                                 | Мережа                 | Прим.  |
| ---- | ------------------------------ | ----------------------------------- | --------------------------------------- | ---------------------- | ------ |
| 2011 | «Суперзірка К 3»               | Конкурсант                          | Прослуховування, вийшов у півфінал      | Mnet                   | [ 3 ]  |
| 2016 | «Броманс знаменитостей»        | Головний учасник акторського складу | Сезон 6 з L (Infinite)                  | MBig TV, Naver TV Cast | [ 40 ] |
| 2016 | «Король замаскованих співаків» | Конкурсант                          | як «Юнак Сонця», серії 59–60            | MBC                    | [ 41 ] |
| 2016 | «Квітковий екіпаж»             | Головний учасник акторського складу |                                         | SBS                    | [ 42 ] |
| 2017 | «Закон джунглів у Кота Манаду» | Головний учасник акторського складу | C. 252—255 разом із Сонйолєм з Infinite | SBS                    | [ 43 ] |
| 2018 | «Поза ковдрами небезпечно»     | Головний учасник акторського складу | C. 1–2 і 6–7 (сезон 2)                  | MBC                    | [ 44 ] |
| 2021 | «Хай живе незалежність»        | Головний учасник акторського складу |                                         | JTBC                   | [ 45 ] |

### Як ведучий
| Назва      | Рік                     | Роль             | Замітки                   | Мережа | Прим.  |
| ---------- | ----------------------- | ---------------- | ------------------------- | ------ | ------ |
| «Inkigayo» | 03.07.2016 — 22.01.2017 | Головний ведучий | з Кон Син Йон і Ю Чон Йон | SBS    | [ 46 ] |

### Поява у музичних відео
| Рік  | Назва пісні        | Виконавець | Прим.  |
| ---- | ------------------ | ---------- | ------ |
| 2017 | «One Late Morning» | Чу         | [ 47 ] |
| 2022 | «Lovender»         | Хан Син Юн | [ 48 ] |

## Дискографія

### Саундтрек
| Рік  | Пісня                     | Альбом            | Замітки                       |
| ---- | ------------------------- | ----------------- | ----------------------------- |
| 2012 | «Somehow you (어쩌다 널)» | «Flower Band OST» | Випущено: 20 лютого 2012 року |

## Нагороди та номінації
| Церемонія нагородження  | Рік  | Категорія                                                          | Номінант / Робота            | Результат | Прим.  |
| ----------------------- | ---- | ------------------------------------------------------------------ | ---------------------------- | --------- | ------ |
| Премія «Зірок МААТР»    | 2016 | Кращий новий актор                                                 | «Нащадки сонця»              | Номінація | [ 49 ] |
| Премія мистецтв Пексан  | 2017 | Найкращий акторський дебют (чоловіки) — Телебачення                | «Лікарі»                     | Перемога  | [ 8 ]  |
| Премія Ґріме            | 2016 | Кращий новий актор                                                 | «Нащадки сонця»              | Номінація |        |
| Премія корейської драми | 2016 | Кращий новий актор                                                 | «Нащадки сонця»              | Номінація | [ 50 ] |
| Премія KBS драма        | 2016 | Кращий новий актор                                                 | «Нащадки сонця»              | Номінація |        |
| Премія KBS розваги      | 2016 | Нагорода за найкращого артиста                                     | «Inkigayo»                   | Перемога  | [ 51 ] |
| Премія SBS драма        | 2016 | Премія «Нова зірка»                                                | «Лікарі»                     | Перемога  | [ 52 ] |
| Премія SBS драма        | 2017 | Нагорода за майстерність, Кращий актор понеділко-вівторкової драми | «Невинний підсудний»         | Номінація | [ 53 ] |
| Премія Soompi           | 2017 | Проривний актор                                                    | «Нащадки сонця»              | Перемога  | [ 54 ] |
| Премія Soompi           | 2018 | Кращий актор другого плану                                         | «Тому що це моє перше життя» | Номінація | [ 55 ] |
| Сеульська премія        | 2017 | Кращий новий актор (Телебачення)                                   | «Невинний підсудний»         | Перемога  | [ 56 ] |